# Čeremisinovo
Čeremisinovo (rusky Черемисиново) je sídlo městského typu, správní centrum stejnojmenného okresu v Kurské oblasti v evropské části Ruska. Žije zde 3 367 obyvatel (2021).

## Geografie
Čeremisinovo se nachází přibližně 75 km vzdušnou čarou východně od oblastního centra, města Kursk. Leží nedaleko levého břehu řeky Tim, která je pravostranným přítokem řeky Bystrá Sosna (povodí Donu).

## Historie
Obec vznikla v 90. letech 19. století v souvislosti se stavbou železniční trati Kursk – Voroněž. Kolem zde otevřené železniční stanice, která až do roku 1904 nesla název Lipovskaja, se začala rozvíjet osada. Zpočátku patřila k ščigrovskému újezdu v Kurské gubernii. Na počátku 20. století se před stanici Lipovskaja pravidelně přepravovalo zboží statkáře Jefima Čeremisinova, což vedlo k ustálení nového názvu pro stanici a osadu – Čeremisinovo.
V roce 1928 se Čeremisinovo stalo správním centrem nově vytvořeného okresu, který byl pojmenován po obci. Během druhé světové války byla obec dne 26. listopadu 1941 obsazena německým Wehrmachtem a následně byla 29. prosince 1941 osvobozena Rudou armádou. Fronta se poté pohybovala těsně na západ od Čeremisinova, až ho Wehrmacht znovu obsadil během ofenzívy na Voroněž dne 28. června 1942. Čeremisinovo bylo definitivně osvobozeno 3. února 1943.
Od roku 1971 má obec status sídla městského typu.

## Doprava
V Čeremisinově se nachází stejnojmenné nádraží na jednokolejné železniční trati Kursk – Voroněž, která byla otevřena v roce 1894. Čeremisinovem také prochází krajská silnice 38K-016 Kursk – Ščigry – Čeremisinovo – Kastornoje.